# Pajcha (Tarabuco)
Pajcha ist eine Ortschaft im Departamento Chuquisaca im südamerikanischen Andenstaat Bolivien.

## Lage im Nahraum
Pajcha ist zentraler Ort des Kanton Pajcha im Municipio Tarabuco in der Provinz Yamparáez. Die Ortschaft liegt auf einer Höhe von 2286 m am rechten, nördlichen Ufer des Río Pajcha, der vierzehn Kilometer flussabwärts in den Río Chico mündet, einen rechten Nebenfluss des Río Grande.

## Geographie
Pajcha liegt zwischen dem Altiplano und dem bolivianischen Tiefland im Höhenzug der bolivianischen Cordillera Central. Das Klima ist ein kühl-gemäßigtes Höhenklima mit typischem Tageszeitenklima, bei dem die Temperaturunterschiede im Tagesverlauf stärker schwanken als im Jahresverlauf.
Die Durchschnittstemperatur der Region liegt bei gut 17 °C (siehe Klimadiagramm Poroma) und schwankt im Jahresverlauf zwischen knapp 14 °C im Juli und 19 °C von November bis Januar. Der Jahresniederschlag beträgt gut 600 mm, wobei die monatlichen Niederschläge in der halbjährigen Trockenzeit von April bis Oktober bei unter 30 mm liegen, während im Südsommer von Dezember bis Februar Monatswerte zwischen 120 und 150 mm erreicht werden.

## Verkehrsnetz
Pajcha liegt in einer Entfernung von 58 Straßenkilometern östlich von Sucre, der Hauptstadt des Departamentos.
Durch Sucre führt die Nationalstraße Ruta 5, die von der chilenischen Grenze im Westen über Uyuni und Potosí nach Sucre führt und weiter in östlicher Richtung über Chaco und Chuqui Chuqui in das Tiefland von Santa Cruz, wo sie bei La Palizada auf die Ruta 7 trifft.
Bei der Ortschaft Chaco überquert die Ruta 5 den Río Pajcha, und eine von dort in nordöstlicher Richtung abzweigende Landstraße erreicht Pajcha nach vierzehn Kilometern.

## Bevölkerung
Die Einwohnerzahl der Ortschaft ist im vergangenen Jahrzehnt deutlich zurückgegangen:
| Jahr | Einwohner         | Quelle       |
| ---- | ----------------- | ------------ |
| 1992 | keine Detaildaten | Volkszählung |
| 2001 | 161               | Volkszählung |
| 2012 | 113               | Volkszählung |
| 2024 |                   | Volkszählung |

Die Region weist einen hohen Anteil an Quechua-Bevölkerung auf, im Municipio Tarabuco sprechen 98,6 Prozent der Bevölkerung die Quechua-Sprache.